# Stročín
Stročín (węg. Szorocsány) – wieś (obec) na Słowacji w kraju preszowskim, powiecie Svidník. Stročín położony jest w historycznym kraju Szarysz na szlaku handlowym z Węgier do Polski. Pierwsze wzmianki o wsi pochodzą z roku 1317.